# Contea di Cibola
La contea di Cibola (in inglese Cibola County) è una suddivisione amministrativa dello Stato del Nuovo Messico, negli Stati Uniti. La popolazione al censimento del 2000 era di 25 595 abitanti. Il capoluogo di contea è Grants.

## Geografia
La contea si trova nella parte centro-occidentale dello Stato. Si colloca nell'Altopiano del Colorado. Il territorio comprende altipiani, mesa, aree montuose e lo spartiacque continentale delle Americhe a ovest.
Nella contea si trova parte della Riserva Navajo Ramah.

### Contee confinanti
- Contea di McKinley - nord
- Contea di Sandoval - nord-est
- Contea di Bernalillo - est
- Contea di Valencia - est
- Contea di Socorro - sud-est
- Contea di Catron - sud
- Contea di Apache (Arizona) - ovest

## Storia
La contea fu creata nel 1981 da parti della contea di Valencia ed è la contea più giovane del Nuovo Messico. Fu chiamata così in onore delle sette città di Cìbola.

## Comuni
Nella contea si trovano una city, Grants, e un village, Milan.

### Census-designated places
| - Acomita Lake - Anzac Village - Bibo - Bluewater Village - Broadview - Candy Kitchen - Cubero - El Morro Valley - Encinal - Fence Lake - Golden Acres - Laguna | - Golden Acres - Laguna - Las Tusas - Lobo Canyon - McCartys Village - Mesita - Moquino - Mount Taylor - Mountain View - North Acomita Village - Paguate - Paraje | - Pinehill - San Fidel - San Mateo - San Rafael - Seama - Seboyeta - Skyline-Ganipa - South Acomita Village - Stoneridge - Timberlake |